# Sjakie en de chocoladefabriek
Sjakie en de chocoladefabriek (Engelse titel Charlie and the Chocolate Factory) is een kinderboek van de Engelse schrijver Roald Dahl, oorspronkelijk uitgebracht in 1964. Het boek wordt vaak gezien als een van de beste kinderboeken van de 20e eeuw.

## Het verhaal

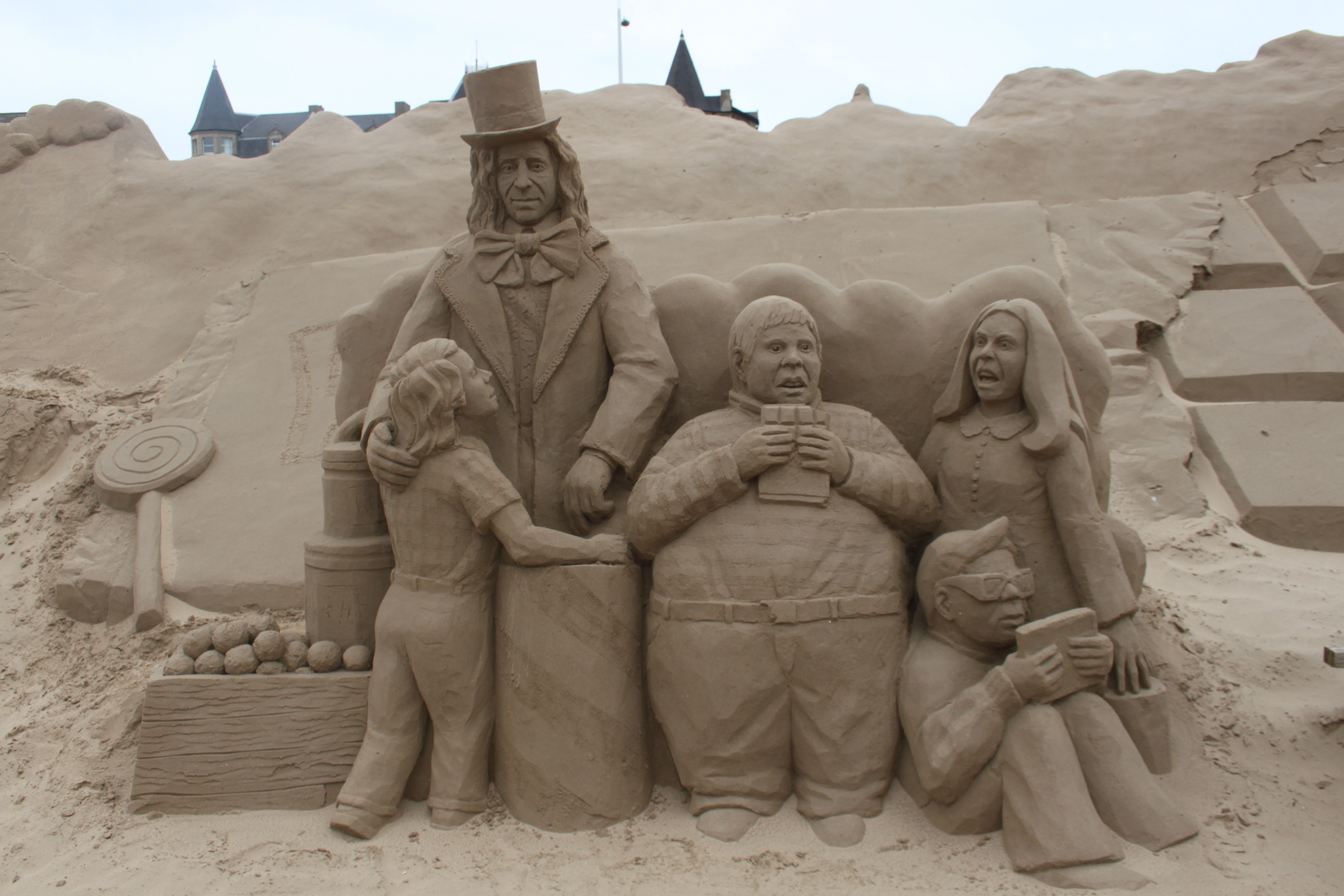
Zandsculptuur in Weston-super-Mare

Sjakie Stevens (Engelse naam Charlie Bucket) is een arm jongetje. Hij woont samen met zijn ouders en zijn vier grootouders in een klein huisje.  Het enige inkomen dat de familie van zeven heeft, komt van de vader, die dopjes op tandpastatubes draait in een fabriek.
In de stad waar Sjakie woont, vlak bij zijn eigen huis, staat de beroemde chocoladefabriek van Willy Wonka, die bekendstaat als de beste producent ter wereld van chocola en ander snoepgoed. Hij heeft dingen uitgevonden die nog niemand had kunnen maken. In de fabriek lijken echter geen mensen meer te werken, de deuren zijn altijd gesloten. Alle arbeiders zijn een aantal jaar geleden ontslagen wegens bedrijfsspionage van concurrenten. Wonka zelf is hierna enige tijd spoorloos verdwenen, maar toch produceert de fabriek nog steeds snoepgoed.
Op een dag leest Sjakies vader in de krant dat er een wedstrijd wordt uitgeschreven. In vijf willekeurige chocoladerepen van Wonka bevindt zich een Gouden Toegangskaart. De vijf kinderen die zo'n kaart vinden, mogen de fabriek bezoeken en zullen daarbij rondgeleid worden door Willy Wonka. Bovendien krijgen de vinders van de Gouden Toegangskaart ieder levenslang gratis snoepgoed van Willy Wonka. Sjakie krijgt van zijn ouders één enkele Wonka-reep per jaar voor zijn verjaardag, maar daar blijkt geen Gouden Toegangskaart in te zitten. Opa Jakob geeft Sjakie stiekem geld voor nog een reep, maar ook hierin zit geen kaart. In de tussentijd worden al vier van de vijf Gouden Toegangskaarten gevonden, want de mensen kopen massaal Wonkarepen in de hoop een kaart te vinden. Er duiken zelfs vervalsingen op, een misdadiger berooft een bank om van de opbrengst Wonkarepen te kopen, en een uitvinder probeert een machine uit te vinden die Gouden Toegangskaarten zou kunnen opsporen.
De situatie van de familie Stevens verslechtert als de fabriek waar Sjakies vader werkt failliet gaat. Daar komt bij dat de stad zucht onder een ijskoude sneeuwstorm. De familie begint langzaam te verhongeren. Als de uitgemergelde Sjakie op straat een tientje vindt, besluit hij nog een reep te kopen om wat te eten te hebben en de rest van het geld aan zijn moeder te geven. Als hij besluit om nog een tweede reep te kopen, blijkt daarin de laatste Gouden Toegangskaart te zitten. De kaart is net op tijd gevonden, want de rondleiding staat gepland voor 1 februari, en dat is de volgende dag.
De volgende dag vertrekt Sjakie samen met opa Jakob naar de fabriek. Daar ontmoeten ze ook de vier andere winnaars: Veruca Peper, Joris Teevee, Violet Beauderest en Caspar Slok, waarna de rondleiding begint. Bijna alles in de fabriek bevindt zich ondergronds, alleen daar is namelijk genoeg ruimte. Willy Wonka heeft er zijn eigen paradijs van gemaakt. Zo heeft hij onder andere een landschap aan laten leggen dat helemaal gemaakt is van eetbare producten, met in het midden een chocoladerivier waarin voor het kloppen en mengen van de chocolade een "waterval" is verwerkt. Via diverse glazen pijpen wordt de chocolade vanuit de rivier naar de andere fabriekshallen vervoerd. De gasten varen tijdens het volgende deel van de rondleiding over de rivier in een boot die is gemaakt van een heel groot zuurtje. De rondleiding leidt verder naar de uitvindkamer waar Wonka zijn nieuwe uitvindingen test, en vervolgens langs allerlei kamers en hallen waar de vreemdste dingen worden gemaakt. Ten slotte nemen ze een speciale glazen lift naar de "televisiekamer".
Ook wordt nu duidelijk hoe Willy Wonka de fabriek draaiende houdt sinds hij zijn gewone werknemers ontsloeg: hij heeft een speciaal volkje in dienst, de Oempa Loempa's, die daar werken in ruil voor cacaobonen en permanent onderdak in de fabriek. Willy Wonka ontmoette dit volkje terwijl hij in Loempa-land op zoek was naar nieuwe ideeën voor zijn chocolade. Het volkje woonde in boomwoningen om niet ten prooi te vallen aan roofdieren. Willy Wonka vroeg de Oempa Loempa's of ze bij hem in de fabriek wilden komen werken. Hij zou ze uitbetalen in cacaobonen, waar ze dol op waren maar die ze zelf bijna niet konden vinden. Dit aanbod namen de Oempa Loempa's maar al te graag aan. Willy Wonka hoefde met dit nieuwe personeel niet meer bang te zijn voor spionnen die zijn recepten stalen.
De vier andere kinderen maken geen van allen de rondleiding af, doordat hun allerlei vreemde ongelukken overkomen als gevolg van hun eigen onopgevoede gedrag. Na ieder ongeluk met een kind zingen de Oempa-Loempa´s een liedje, waarvan Willy Wonka zegt dat dat niet al te serieus moet worden genomen maar waar toch een zekere moraal en kritiek op het kind en de ouders blijkt. Uiteindelijk gaan ze zwaar gehavend en soms sterk lichamelijk veranderd weer naar huis. Sjakie blijft daardoor van de uitverkoren kinderen alleen over, want hij is de enige die tijdens de rondleiding niets raars doet. Willy Wonka onthult aan Sjakie en opa Jacob de ware reden van de rondleiding: hij was op zoek naar een geschikte opvolger omdat hij zelf niet eeuwig door kan gaan met snoepproductie, en Sjakie blijkt nu de perfecte kandidaat. Sjakie en zijn familie mogen in de fabriek komen wonen en zullen nooit meer honger hoeven te lijden.
Sjakie, zijn opa en Willy Wonka vliegen met Wonka’s glazen lift dwars door het dak van Sjakies huis om de ouders en grootouders op te halen.

## Nevenpersonages
- Caspar Slok (Augustus Gloop) is een jongen die alleen maar aan eten en snoepen denkt en daardoor moddervet is geworden. Hij eet zoveel repen per dag dat hij al bijna meteen de eerste Gouden Toegangskaart vindt. Casper is ook de eerste die afvalt tijdens de rondleiding omdat hij uit de chocoladerivier wil drinken, erin valt, en in een pijp wordt opgezogen; door de nauwe pijp is hij een stuk magerder geworden. In het boek staat niets over zijn land van herkomst, maar in beide films komt hij uit Duitsland. Zijn achternaam verwijst naar zijn vraatzuchtige gedrag.
- Violet Beauderest (Violet Beauregarde) is een meisje dat voortdurend kauwgom kauwt. Ze is de tweede die afvalt als ze in de uitvindkamer experimentele maaltijdkauwgom kauwt en hierdoor opzwelt en paars aanloopt als een reuzenbosbes(dit wordt veroorzaakt door het "toetje", bosbessentaart met slagroom). Ze wordt uitgeknepen waardoor ze weer haar oude formaat terugkrijgt maar wel violet blijft. In de film uit 2005 wordt meer dan in het boek nadruk gelegd op haar competitieve gedrag: ze is hier ook arrogant en egocentrisch en geobsedeerd door het winnen van welke wedstrijd dan ook. In het boek wordt er over haar land van herkomst niets gezegd, maar in de films komt ze uit de Verenigde Staten. Haar voornaam verwijst naar de kleur die ze krijgt.
- Veruca Peper (Veruca Salt) is een uiterst verwend en ondankbaar meisje dat alles krijgt wat ze wil van haar rijke vader, een fabriekseigenaar die zijn werknemers repen liet kopen en openen omdat Veruca per se een van de Gouden Toegangskaarten wilde, omdat ze anders uren op de grond lag te krijsen en te trappelen. Veruca valt af wanneer ze in de notenkamer een getrainde eekhoorn probeert te vangen als huisdier en alle eekhoorns haar gezamenlijk in het riool gooien (de eekhoorns bestempelen haar tot ´rotte noot´). Haar ouders rennen haar achterna en ondergaan hetzelfde lot. Veruca is het enige kind wiens straf niet permanent is en wiens ouders hetzelfde lot ondergaan. Haar voornaam betekent ´wrat´ en net als wratten vormt ze een voortdurende ergernis.
- Joris Teevee (Mike Teavee) is een jongen die verslaafd is aan televisiekijken, dag en nacht. Slechts voor het bezoek aan de chocoladefabriek komt hij achter het scherm vandaan. In de film uit 2005 is hij echter verslaafd aan computerspelletjes en laat hij alleen voor het bezoek aan de chocoladefabriek de spelcomputer los. Hij laat zich met Wonka's experimentele ´Wonka-tv´ overstralen waardoor hij op een beeldbuis verschijnt maar wel heel klein is geworden. Dit wordt verholpen door hem uit te rekken. Joris is daarmee het enige kind dat willens en wetens de gevolgen van zijn actie accepteert en ook de enige bij wie de ouders tot inkeer komen: de tv gaat direct het huis uit.

## Eerdere ideeën
In een eerdere versie van het manuscript voor Sjakie en de chocoladefabriek lag de nadruk nog meer op de fabriek zelf, werden er wekelijks rondleidingen gegeven, had Willy Wonka een zoon genaamd Freddie en kreeg Sjakie op het eind niet de fabriek maar een eigen chocoladewinkel. Tevens was Sjakie in deze eerste versie een zwarte jongen.

### Verloren hoofdstukken
In 2005 werd een kort hoofdstuk getiteld Spotty Powder, dat oorspronkelijk nog voor de eerste druk uit het boek was verwijderd, alsnog toegevoegd aan het verhaal. In dit hoofdstuk komt een extra personage voor bij de rondleiding, een meisje genaamd Miranda Piker. Wanneer Wonka de groep een nieuw soort snoepgoed laat zien waarmee kinderen kunnen doen alsof ze ziek zijn om zo te spijbelen, wordt Miranda’s vader die onderwijzer is razend. Hij en zijn dochter proberen te voorkomen dat het snoepgoed ooit op de markt zal komen. Ze rennen de uitvindkamer waar het snoep gemaakt wordt binnen, waarna er een hoop geschreeuw klinkt. Wat er precies gebeurt met de twee wordt niet duidelijk, maar Willy Wonka geeft een van de Oempa Loempa's het bevel om Miranda’s moeder naar de boilerkamer te brengen omdat ze daar haar man en dochter terug zal vinden.
In 2014 meldde The Guardian dat er nog een ander verdwenen hoofdstuk was opgedoken, Fudge Mountain, dat uiteindelijk niet geschikt was bevonden voor de Britse kinderen van destijds. Hieruit zou tevens blijken dat er in eerdere versies van het verhaal geen vijf, maar acht kinderen in de fabriek waren. In het allereerste script zouden het er zelfs vijftien zijn geweest.

## Vervolg
In 1973 kreeg het verhaal een minder bekend geworden vervolg, Sjakie en de grote glazen lift. Hier maken Sjakie en zijn familie samen met Willy Wonka in een grote glazen lift een reis door de ruimte, waarna ze terugkeren in Wonka's fabriek.

## Kritiek
Hoewel het boek al sinds de oorspronkelijke uitgave populair is bij een groot publiek, is het ook al jarenlang onderwerp van kritiek. Zo werden de Oempa-Loempa’s oorspronkelijk omschreven als zwarte pygmeeën, iets wat door critici als racistisch werd gezien. Daarom veranderde Dahl dit in een latere versie van zijn boek.

## Bewerkingen
Het boek is tweemaal verfilmd. De eerste verfilming, Willy Wonka & the Chocolate Factory, met onder anderen Gene Wilder in de hoofdrol, werd gemaakt in 1971 onder de regie van Mel Stuart. In 2005 kwam er een nieuwe verfilming, Charlie and the Chocolate Factory. Deze film, met onder anderen Johnny Depp en Freddie Highmore, werd geregisseerd door Tim Burton.
In 2005 verscheen eveneens een videospel gebaseerd op de tweede verfilming.
In 2013 ging in Londen een musicalversie in première. Deze is sinds 11 september 2022 ook in Nederland te zien.
Een hoorspelbewerking van het boek is uitgegeven als luisterboek van ongeveer 3 uur (3 cd's). De stemmen zijn van onder anderen Jan Meng, Fred Butter, Edna Kalb, Karin Meerman, Fred Meijer en Hero Muller.